# Alien Apocalypse
Alien Apocalypse è un film di fantascienza del 2005 del regista Josh Becker.

## Trama
L'astronauta e medico dottor Ivan Hood e la sua compagna Kelly ritornano sulla Terra dopo una missione spaziale durata 40 anni, assieme ad altri due astronauti. Dopo essere stati catturati da altri esseri umani, vengono mandati in un campo di prigionia controllato da alieni simili a delle formiche. Questi alieni sono atterrati sulla Terra 20 anni prima per divorare alberi e distruggere gli esseri umani usando delle bombe EMP.
Un membro della loro squadra viene mangiato vivo da uno degli alieni, dopo aver rifiutato di lavorare. Il campo è controllato da cacciatori di taglie umani. Nel primo giorno di lavoro i protagonisti vedono gli altri esseri umani prigionieri morire in gran parte a causa del duro lavoro. Poco dopo il dottor Hood e Kelly fuggono dal campo, ma alcuni giorni dopo Kelly viene catturata. Il giorno successivo il dott. Hood sente delle voci che sostengono che il presidente ha con sé un esercito pronto ad attaccare la base aliena, ma quando incontra un cacciatore, che lo conduce fino al presidente, scopre che le voci erano false.
Recatosi in un piccolo villaggio, il dottor Hood decide di radunare tutti gli schiavi fuggiti per attaccare la base nemica. Kelly, alla quale gli alieni hanno tagliato due dita come punizione per aver tentato di fuggire, si unisce al gruppo. Quando il gruppo si ritira per le pochissime possibilità di sconfiggere il nemico, giunge l'esercito del presidente in aiuto, e una volta distrutta la base aliena, vengono salvati degli schiavi e il dott. Hood verrà ricordato per sempre come "Il Grande Exterminator".

## Produzione
Il film è stato girato in Bulgaria; la maggior parte degli attori erano bulgari e molti di essi vennero doppiati in inglese nella post-produzione. Il budget del film fu stimato attorno ai 1 500 000 dollari.

## Critica
Alien Apocalypse ha ricevuto recensioni negative da parte della critica.